# Tōkai kärnkraftverk
Tōkai kärnkraftverk (東海発電所 Tōkai hatsudensho?) är ett kärnkraftverk i Tōkai i Ibaraki prefektur, Japan. Det drivs av Japan Atomic Power Company (JAPC).

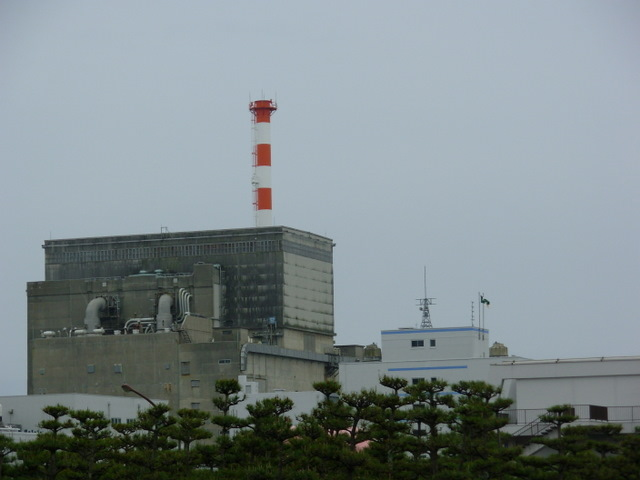
Det numer stängda block 1

Kraftverket var det första kärnkraftverket i Japan, bygget startade 1961 och den första reaktorn togs i drift 1965.
Den första reaktorn stängdes permanent 1998.
Här inträffade en kärnkraftsolycka 1999.[källa behövs]

## Efter Fukushimaolyckan
Reaktor 2, som var i drift, gick automatisk nedstänging vid jordbävningen vid Tohoku 2011. Den tappade då extern strömförsörjning och en av reaktorns tre nödreaktorer skadades. Den har sedan uppgraderas för att möta de hårdare säkerhetsbestämmelser som införts efter jordbävningen och på den följande Fukushima-olyckan. JAPC ansökte i maj 2014 om att få återstarta reaktorn och fick godkänt på sina planer för säkerhetsuppgraderingar av tillsynsmyndigheten NRA i september 2018. 2017 inlämnade ägaren också en begäran om att få tillstånd att drivas reaktorn 20 år längre än de ursprungliga 40 år de haft tillstånd för och som var på väg att ta slut. I april 2020 lämnade de in en begäran om att slutinspektion av deras uppgraderingar ska påbörjas. Det sista av uppgraderingarna att bli klar beräknas bli färdigställandet av den mur som byggs som skydd mot Tsunami efter den nya säkerhetsföreskriften som säger att de ska klara 17,1 m hög tsunami. Den kommer behöva bli 1,7 km lång och beräknas stå klar i december 2022.

## Reaktorer
| Namn     | Typ          | Elektrisk effekt (netto) | Kapacitet (brutto) | Byggstart      | Färdig           | Kommersiell drift | Avslutad drift |
| -------- | ------------ | ------------------------ | ------------------ | -------------- | ---------------- | ----------------- | -------------- |
| Tōkai I  | Magnox (GCR) | 159 MW                   | 166 MW             | 1 mars 1961    | 10 november 1965 | 25 juli 1966      | 31 mars 1998   |
| Tōkai II | BWR          | 1060 MW                  | 1100 MW            | 3 oktober 1973 | 13 mars 1978     | 28 november 1978  |                |